# Cyclanorbis
Cyclanorbis é um género de tartaruga da família Trionychidae.
Este género contém as seguintes espécies:
- Cyclanorbis elegans (Gray, 1869)
- Cyclanorbis senegalensis (A.M.C. Duméril & Bibron, 1835)